# Вулька-Ратовецька
Вулька-Ратовецька (пол. Wólka Ratowiecka) — село в Польщі, у гміні Чарна-Білостоцька Білостоцького повіту Підляського воєводства.
Населення — 206 осіб (2011).
У 1975-1998 роках село належало до Білостоцького воєводства.

## Демографія
Демографічна структура станом на 31 березня 2011 року:
|          | Загалом | Допрацездатний вік | Працездатний вік | Постпрацездатний вік |
| -------- | ------- | ------------------ | ---------------- | -------------------- |
| Чоловіки | 95      | 9                  | 59               | 27                   |
| Жінки    | 111     | 17                 | 51               | 43                   |
| Разом    | 206     | 26                 | 110              | 70                   |